# Virágbogárformák
A virágbogárformák (Cetoniinae) a bogarak (Coleoptera) rendjének a ganajtúrófélék (Scarabaeidae) családjának egy alcsaládja. Az alcsaládba olyan közismert fajok tartoznak, mint a tavasszal virágokon nálunk is közönséges aranyos rózsabogár (Cetonia aurata), vagy az egyik legnagyobb és legnehezebb bogár, a góliátbogár. Az idetartozó bogarakat leggyakrabban virágokon vagy gyümölcsön táplálkozva találhatjuk meg, a fajok egy része feltűnő megjelenésével vonja magára a figyelmet.

## Elterjedésük
A család kozmopolita (az egész földön elterjedt); 425 nembe sorolt mintegy 4339 leírt fajuk van. Legnagyobb változatosságban a trópusokon (különösen Afrikában) találhatjuk meg őket.
Európában 11 nembe sorolt mintegy 90 fajuk és alfajuk él.

## Jellemzőik
Általában fémfényű, közepes vagy nagy termetű, zömök bogarak. A csápok eredése felülről jól látható, rágóik a fejpajzs alá rejtettek. A szárnyfedők oldalszegélye a váll mögött kimetszett, a szárnyfedőjük erősen kitinizált. A szárnyfedő oldalán lévő kimetszés lehetővé teszi, hogy hártyás szárnyaikat a szárnyfedők szétnyitása nélkül tudják repülésre használni. A középmellnek jellemző alakú nyúlványa van. Haslemezeik nem nőttek össze. Elülső lábaik (különösen a nőstényeké) ásásra módosultak, lábfejképletük 5-5-5. Karmaik egyforma hosszúságúak, tövükön nem található fogacska.
A fajok nagy része élénk színezetű, sokszor fémfénnyel, sokuk visel fején különböző kinövéseket, szarvakat.
Gyenge lábú, vaskos, "C" alakban görbült lárváik a pajorok. Testük erősen görbített, fejük kerek, erős rágót visel. Csápjuk 4 ízű, végíze rendszerint kicsi.

## Életmódjuk
A nappali életmódú imágók fák kifolyó nedvén, erjedő gyümölcsön vagy virágok találhatóak, ahol pollennel és virágszirommal táplálkoznak. Több faj nem vesz magához táplálékot kifejletten.
Lárváik korhadó fában, faodvakban, földben lévő tuskókban több évig fejlődnek.
Egy részük fogságban is sikeresen tenyészthető; állatkertek inszektáriumaiban (például a Fővárosi Állat- és Növénykertben) is gyakran láthatóak tenyésztett populációik.

## Rendszerezésük
Cetoniini nemzetség: 25 nem; főleg orientalis és afrotropikus elterjedésű, de van a holarktikumban is,
Cremastocheilini nemzetség: mintegy 50 nem; főként afrotropikus faunaterület, de előfordulnak Amerikában is,
Diplognathini nemzetség: 21 nem; afrotropikus és orientális faunaterület,
Goliathini nemzetség: 54 nem; afrotropikus faunaterület, orientális faunaterület és nearktikus faunatartomány,
Gymnetini nemzetség: mintegy 30 nem; főként neotrópusi faunaterület,
Phaedimini nemzetség: 5 nem; orientális faunaterület,
Schizorhinini nemzetség: több mint 40 nem; orientális faunaterület és ausztráliai faunaterület,
Sternotarsiini nemzetség: körülbelül 50 nem; Madagaszkár,
Taenioderiini nemzetség: több mint 30 nem; orientális faunaterület,
Trichiini nemzetség: 43 nem; palearktikus, afrotropikus és orientális faunaterület,
Valgini nemzetség: 32 nem;, holarktikus faunaterület és neotrópusi faunaterület,
Xiphoscelidini nemzetség: körülbelül 15 nem; főként afrotropikus faunaterület.

## Magyarországon előforduló fajok
A Magyarországon is előforduló fajok a következőek:
Cetoniini nemzetség (Leach 1815)
Cetonia (Fabricius 1775)
Aranyos rózsabogár (Cetonia aurata) (Linnaeus, 1761)
Oxythyrea (Mulsant 1842)
Sokpettyes virágbogár (Oxythyrea funesta) (Poda, 1761)
Protaetia (Burmeister 1842)
Pompás virágbogár (Protaetia (Cetonischema) aeruginosa) (Linnaeus, 1767) (=Cetonischema aeruginosa, Cetonischema speciosissima, Potosia aeruginosa): Magyarországon védett, természetvédelmi értéke 5 000 Ft.
Smaragdzöld virágbogár (Protaetia (Eupotosia) affinis) (Andersch, 1797): Magyarországon védett, természetvédelmi értéke 10 000 Ft.
Márványos virágbogár (Protaetia (Liocola) marmorata) (Fabricius, 1792) (=Liocola lugubris): Magyarországon védett, természetvédelmi értéke 5 000 Ft.
Magyar virágbogár (Protaetia (Netocia) ungarica) (Herbst, 1790): Magyarországon védett, természetvédelmi értéke 10 000 Ft.
Olajzöld virágbogár (Protaetia (Potosia) cuprea obscura) (Andersch, 1797)
Rezes virágbogár (Protaetia (Potosia) fieberi) (Kraatz, 1880): Magyarországon védett, természetvédelmi értéke 50 000 Ft.
Tropinota (Mulsant 1842)
Bundásbogár (Tropinota hirta) (Burmeister, 1842) (=Epicometis hirta)
Trichiini nemzetség (Fleming, 1821)
Gnorimus (Lepeletier & Serville 1828)
Hegyi virágbogár (Gnorimus nobilis) (Linnaeus, 1758)
Nyolcpettyes virágbogár (Gnorimus variabilis) (Linnaeus, 1758) (=Gnorimus octopunctatus): Magyarországon védett, természetvédelmi értéke 50 000 Ft.
Osmoderma (Lepeletier & Serville 1828)
Remetebogár (Osmoderma eremita) (Scopoli, 1763): Magyarországon fokozottan védett, természetvédelmi értéke 250 000 Ft.
Trichius (Fabricius 1775)
Nyugati prémesbogár (Trichius fasciatus) (Linnaeus, 1758)
Keleti prémesbogár (Trichius sexualis) (Bedel, 1906)
Valgini nemzetség (Mulsant, 1842)
Valgus (Scriba 1790)
Suta virágbogár (Valgus hemipterus) (Linnaeus, 1758)

## Ismertebb fajok
- Góliátbogár-fajok (Goliathus sp.) (Linnaeus, 1758)

## Képek

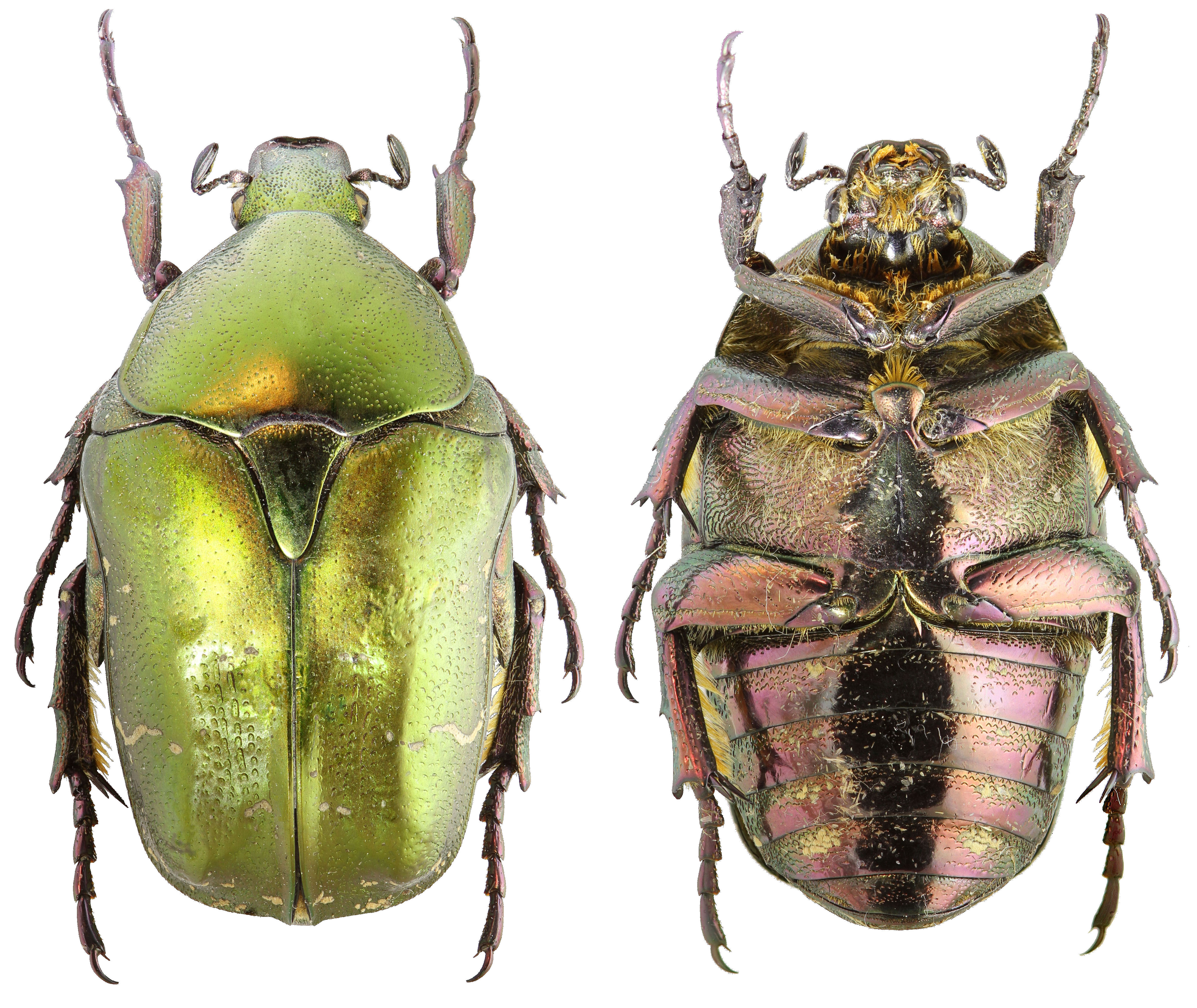
Olajzöld virágbogár (Protaetia cuprea obscura) (Cetoniini)
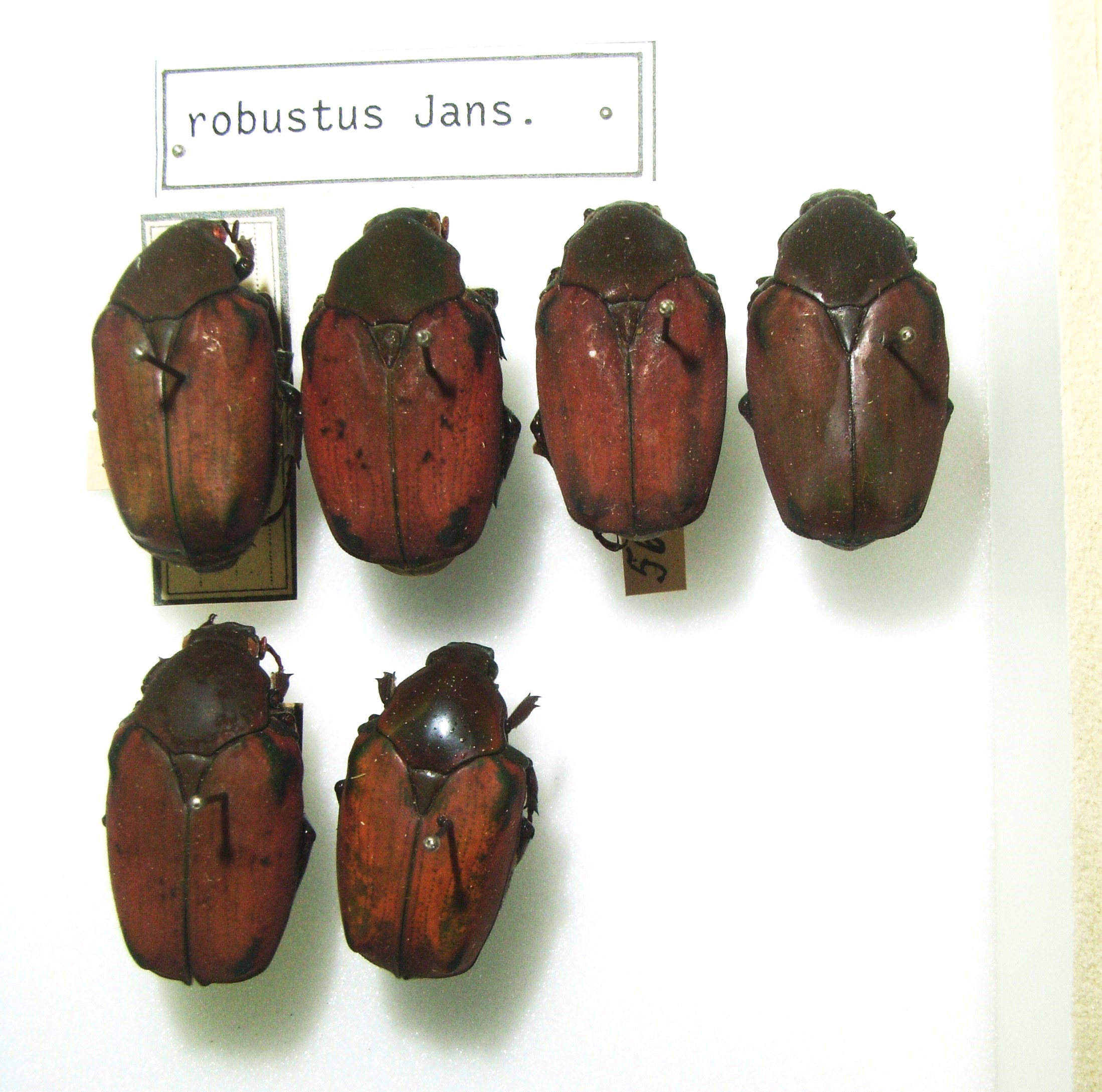
Pseudinca robusta (Diplognathini)
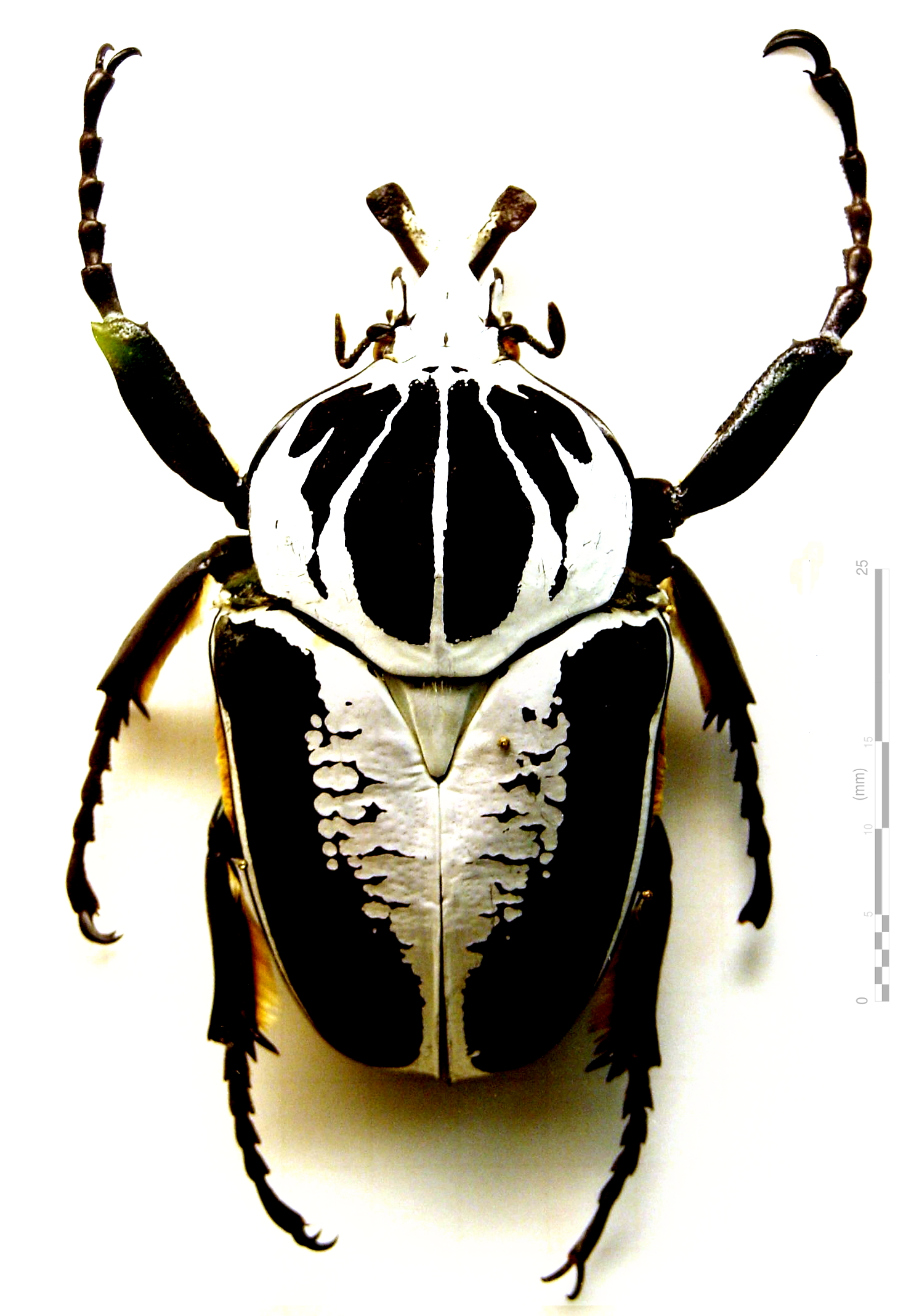
Goliathus regius (Goliathini)
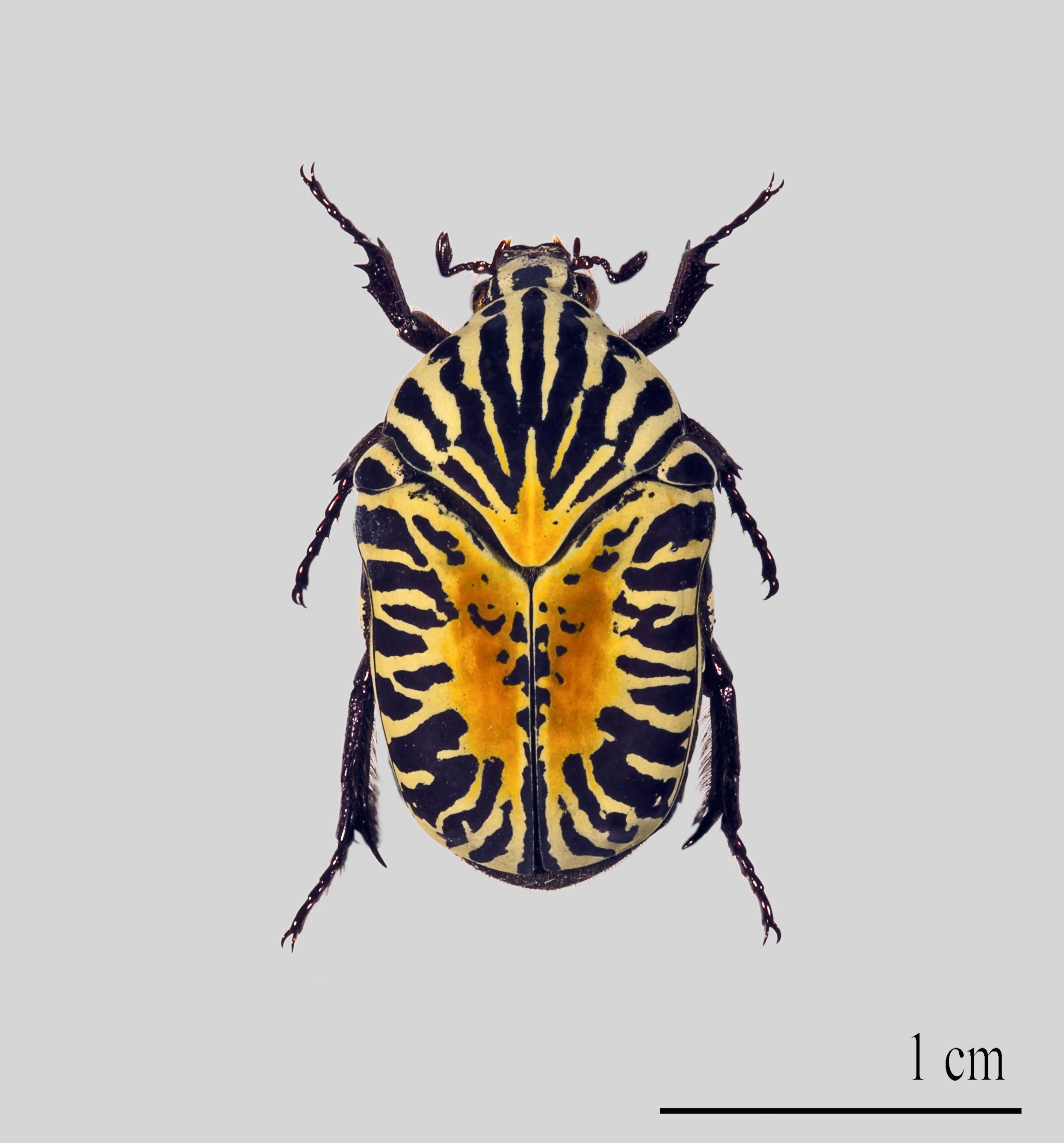
Gymnetis stellata (Gymnetini)
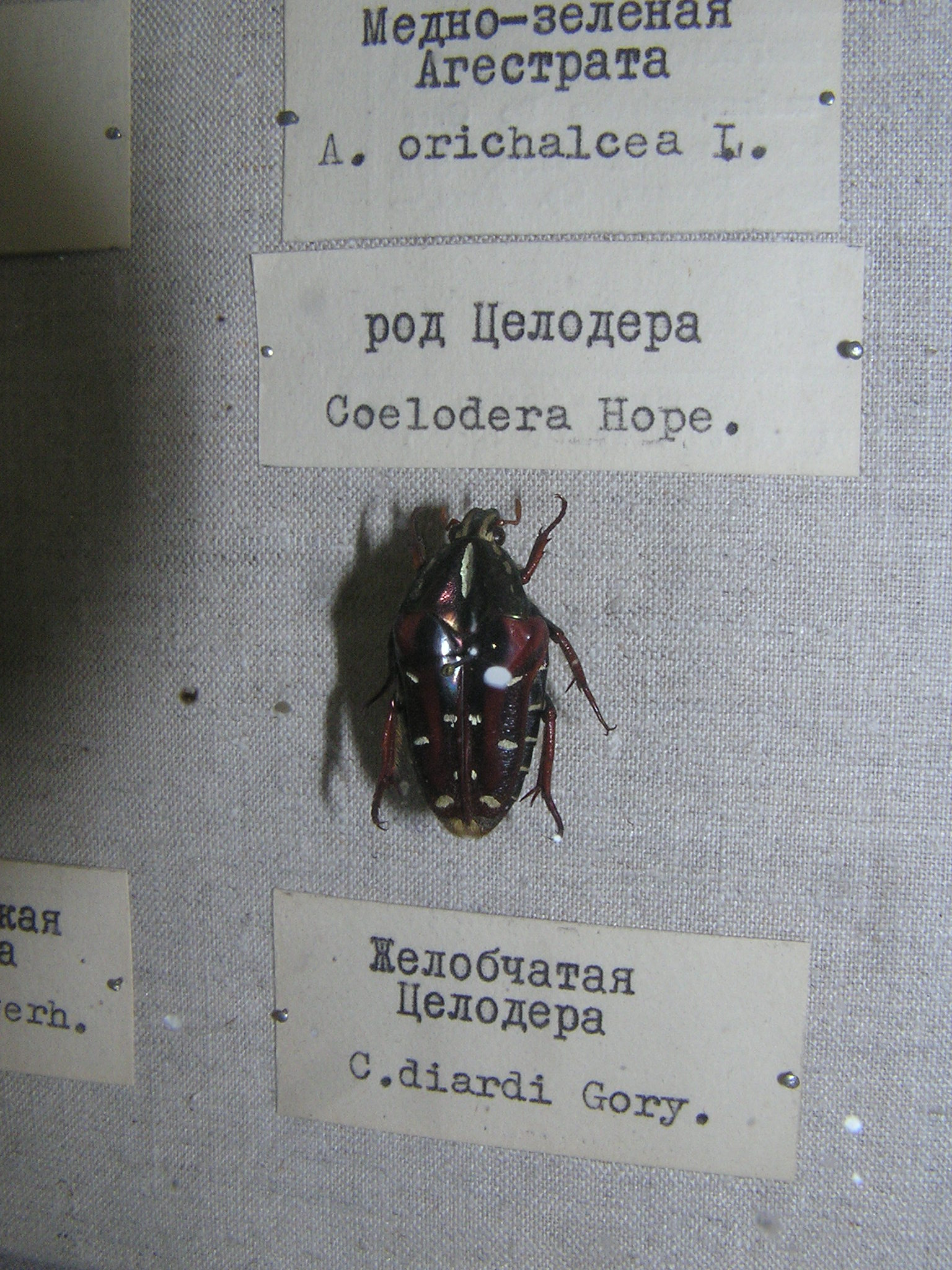
Coilodera diardi (Macronotidini)
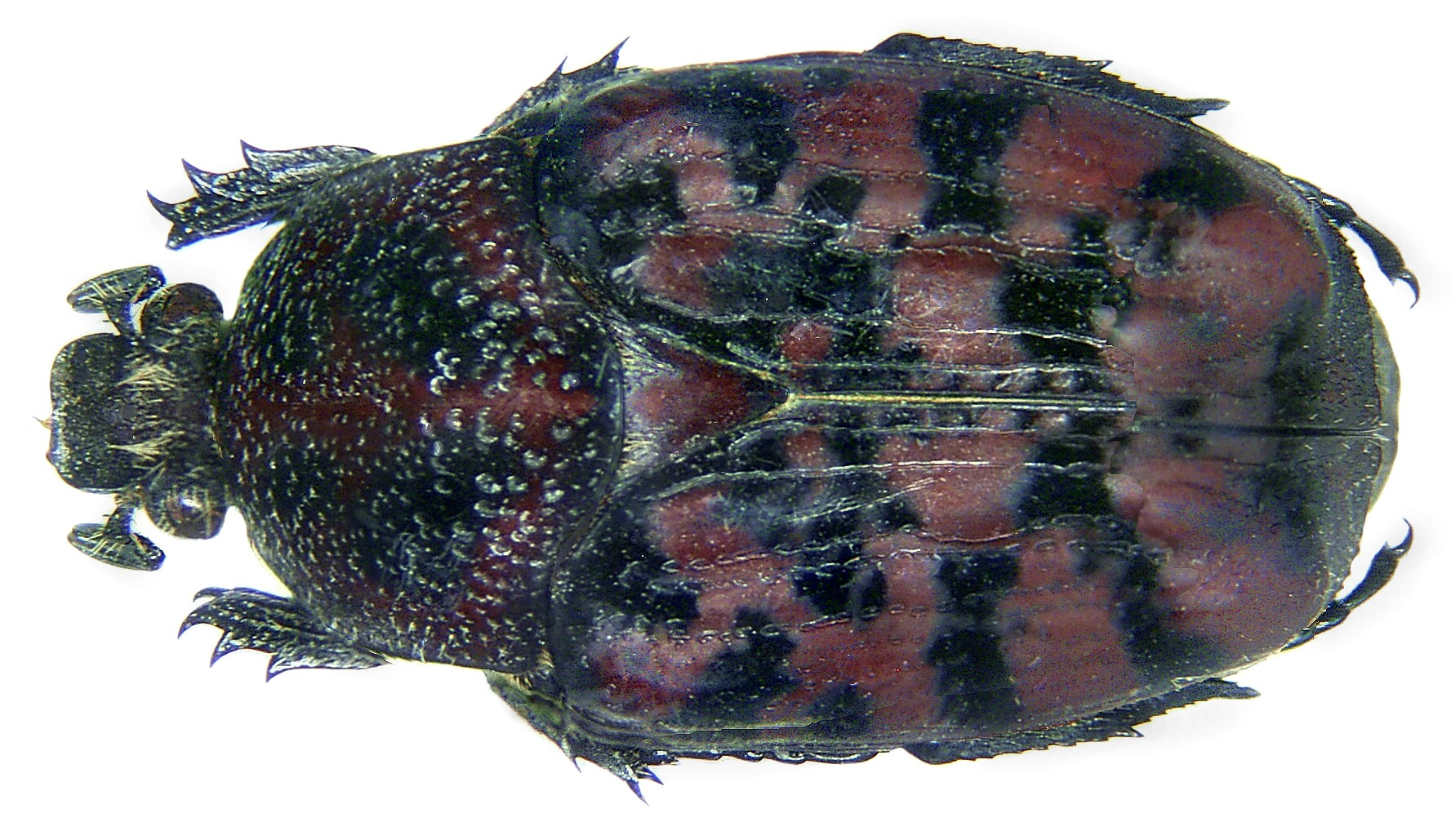
Pseudinca dichroa (Macronotidini)
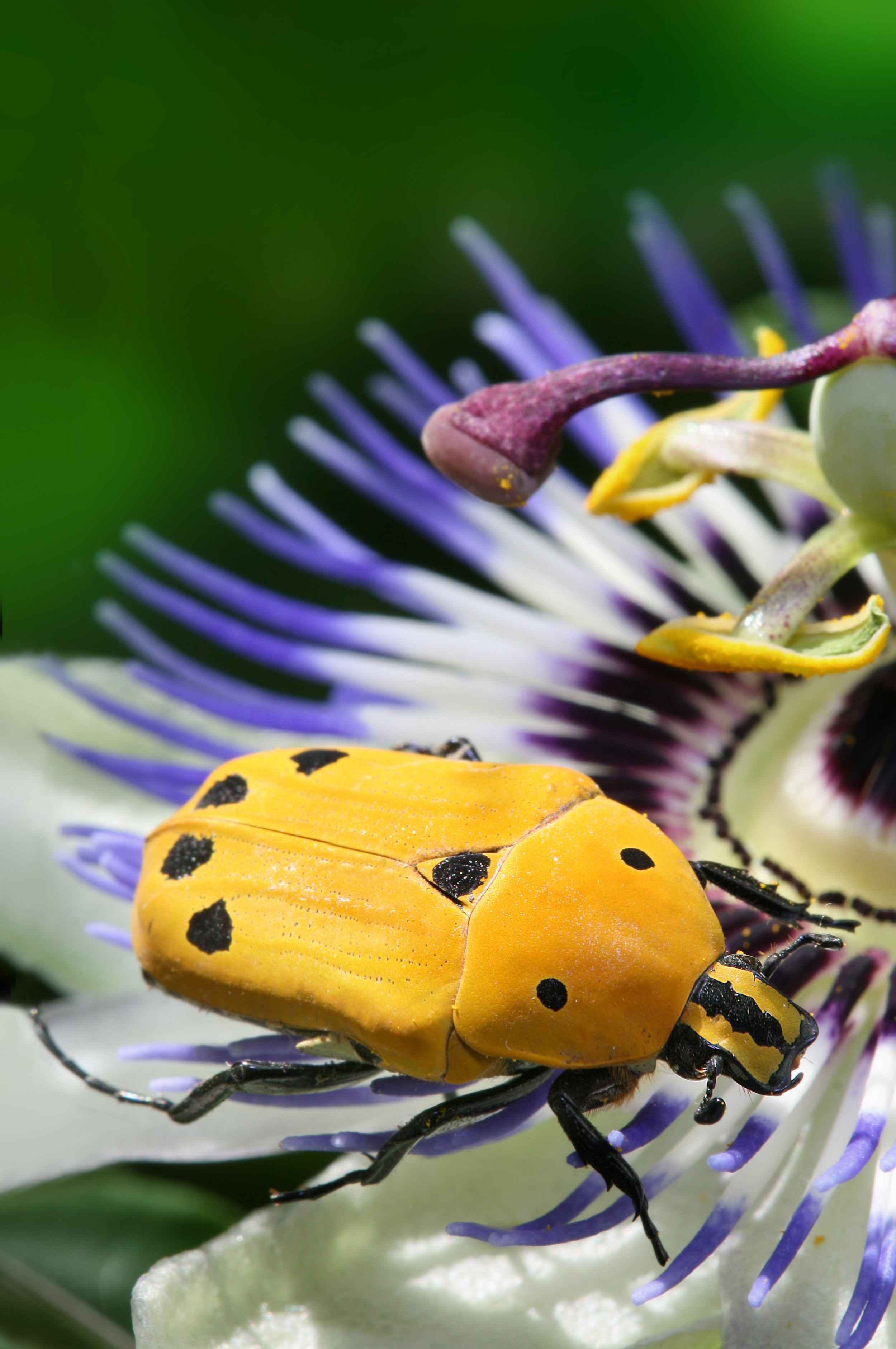
Euchroea auripimenta (Stenotarsini)
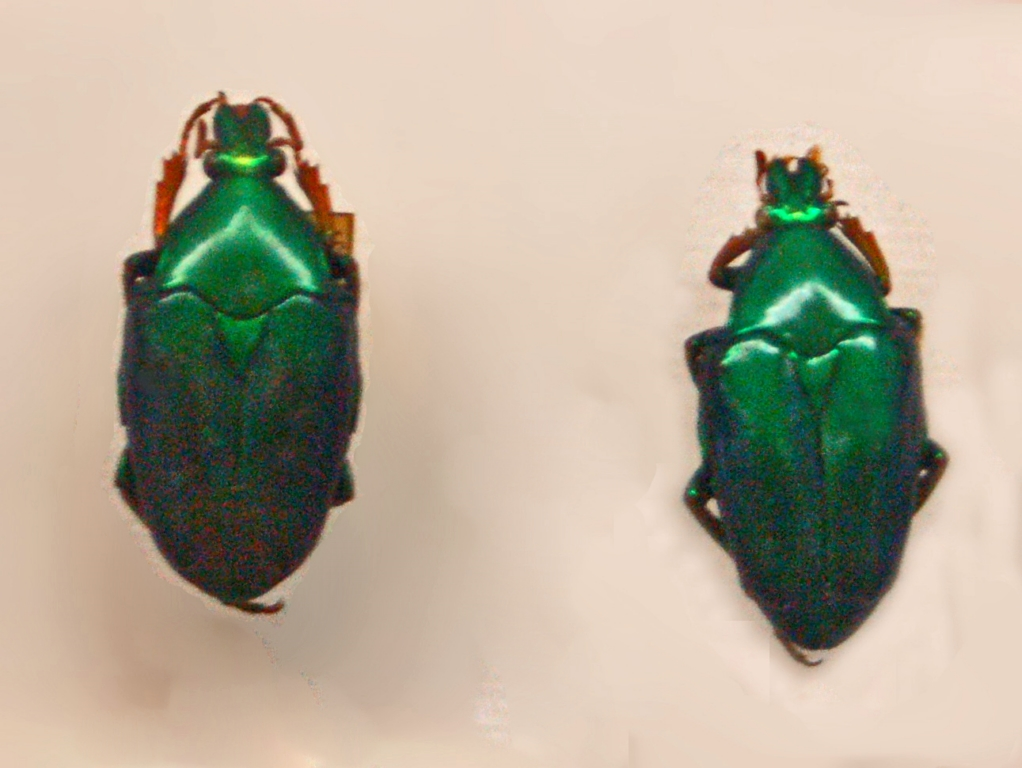
Pseudochalcothea auripes (Taenioderini)
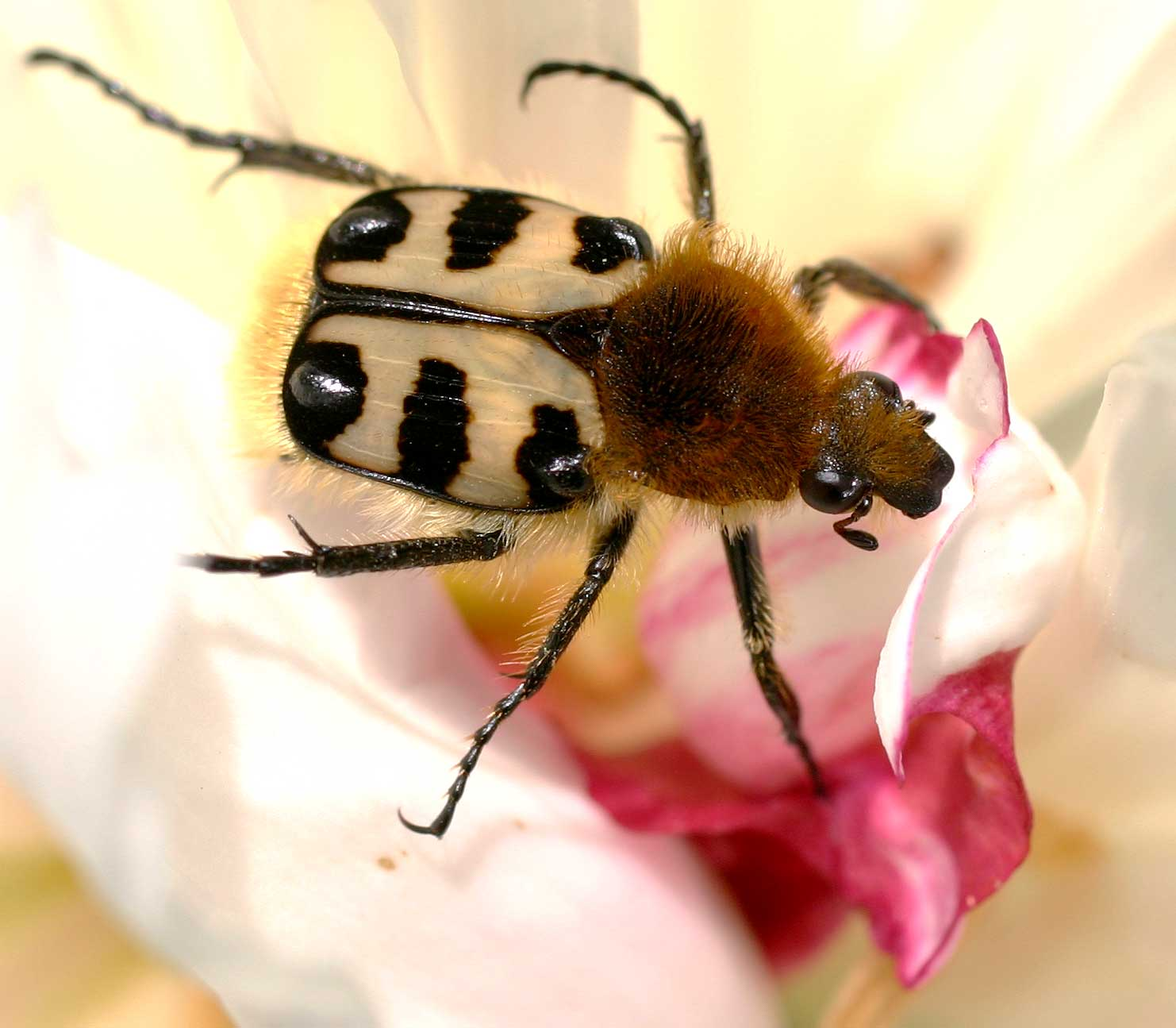
Nyugati prémesbogár (Trichiini)
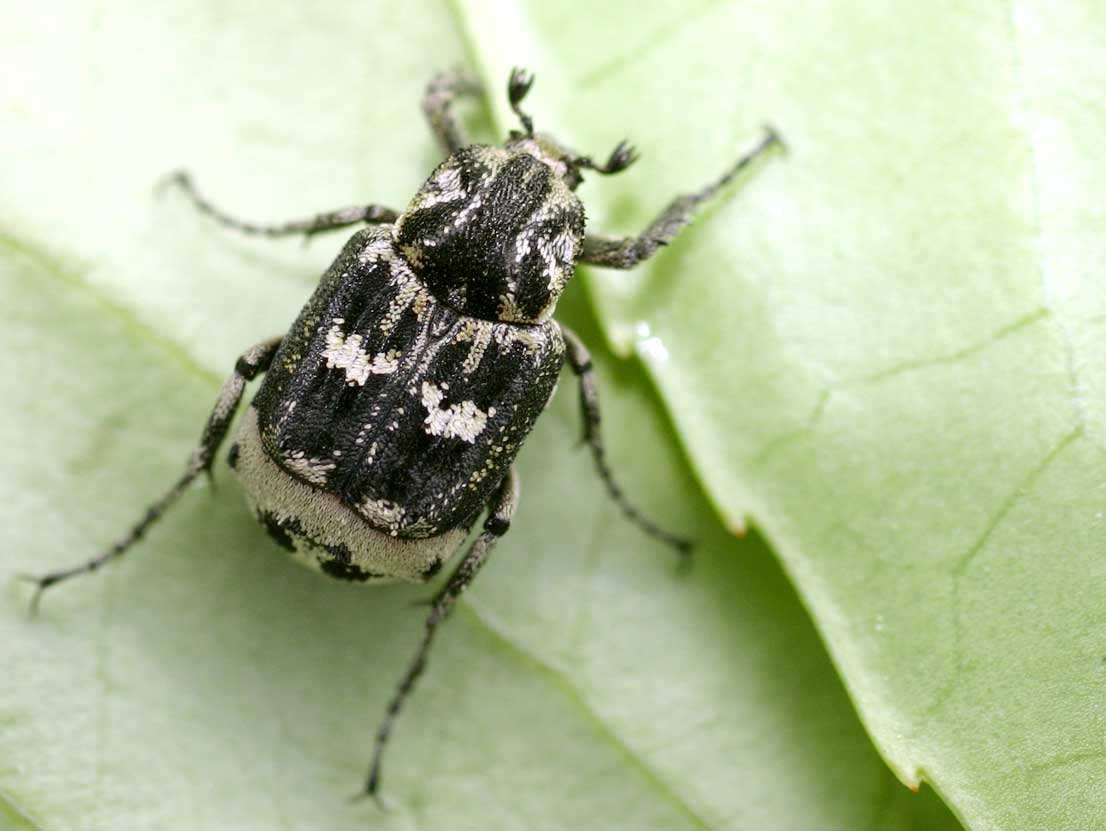
Suta virágbogár (Valgini)
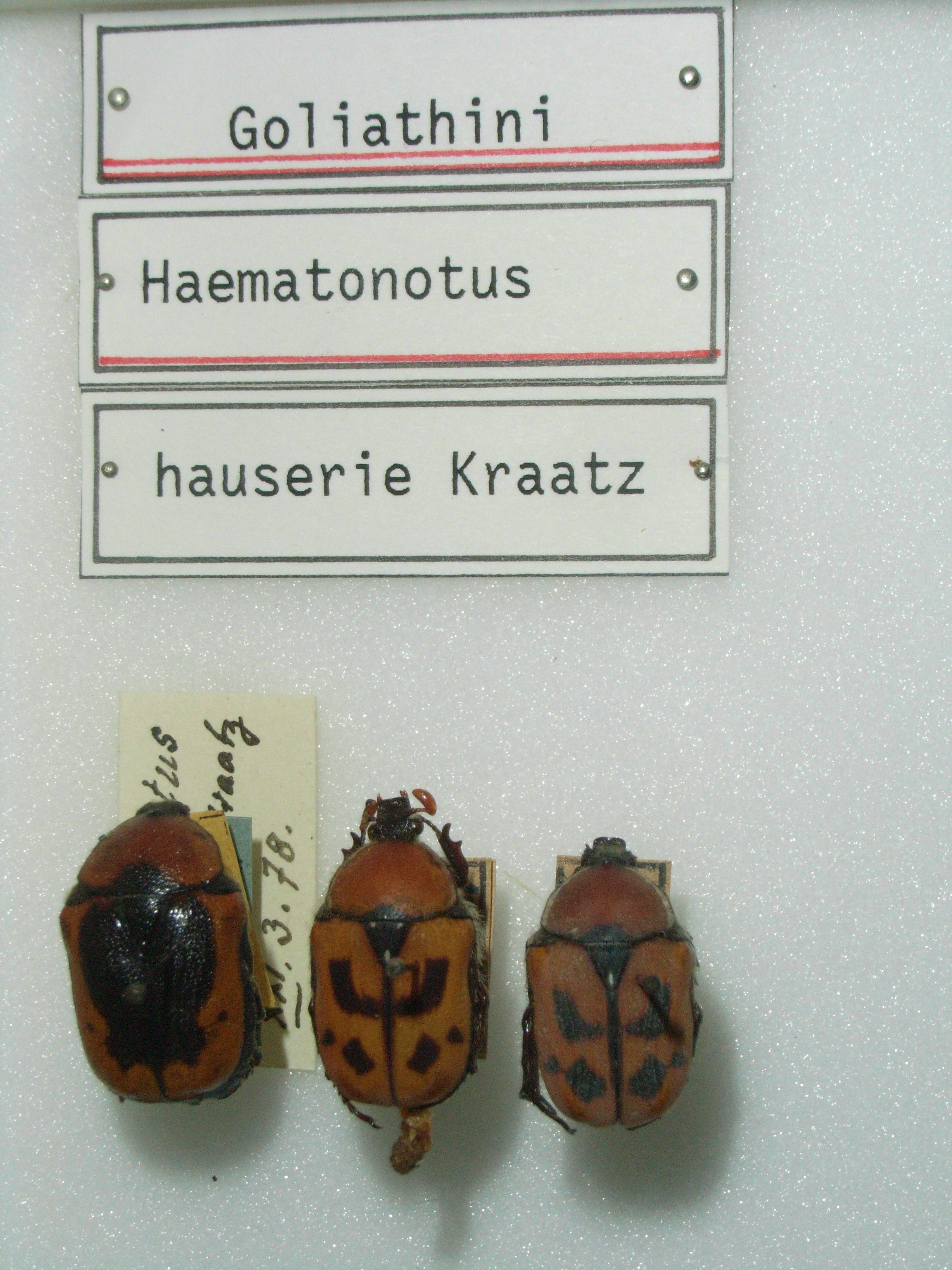
Haematonotus turbidus (Xiphoscelidini)

## Fordítás
- Ez a szócikk részben vagy egészben  a   Cetoniinae című olasz Wikipédia-szócikk ezen változatának fordításán alapul.  Az eredeti cikk szerkesztőit annak laptörténete sorolja fel. Ez a jelzés csupán a megfogalmazás eredetét és a szerzői jogokat jelzi, nem szolgál a cikkben szereplő információk forrásmegjelöléseként.